# Ardalion Ignatjew
Ardalion Wasiljewicz Ignatjew (ros. Ардалион Васильевич Игнатьев; ur. 22 grudnia 1930 we wsi Nowoje Tojdieriakowo w Czuwaszji, zm. 24 września 1998 w Czeboksarach) – radziecki lekkoatleta sprinter, medalista olimpijski z 1956 i mistrz Europy z 1954.
Wystąpił na igrzyskach olimpijskich w 1952 w Helsinkach, gdzie odpadł w półfinale biegu na 400 metrów oraz w eliminacjach sztafety 4 × 400 metrów.
Na mistrzostwach Europy w 1954 w Bernie Ignatjew zwyciężył w biegu na 400 metrów (przed Voitto Hellstenem z Finlandii), a także zdobył srebrny medal w biegu na 200 metrów za Heinzem Füttererem z RFN.
Zdobył brązowy medal w biegu na 400 metrów na igrzyskach olimpijskich w 1956 w Melbourne ex aequo z Voitto Hellstenem (zdjęcie z fotokomórki wskazywało, że obaj zawodnicy przekroczyli linię mety jednocześnie). Na tych samych igrzyskach sztafeta 4 × 400 metrów z jego udziałem odpadła w eliminacjach.
Ignatjew zwyciężył na w biegu na 400 metrów na Akademickich Mistrzostwach Świata (UIE) w 1953 w Bukareszcie i w 1955 w Warszawie, a także zdobył srebrny medal w biegu na 200 metrów w 1953.
25 czerwca 1955 w Moskwie Ignatjew wyrównał należący do Rudolfa Harbiga rekord Europy na 400 metrów wynikiem 46,0. Był wielokrotnym rekordzistą ZSRR na 200 m, 400 m i w sztafecie 4 × 400 m.
Rekordy życiowe:
| Konkurencja        | Data i miejsce          | Wynik |
| ------------------ | ----------------------- | ----- |
| bieg na 200 metrów | 14 lipca 1956, Kijów    | 20,7  |
| bieg na 400 metrów | 25 czerwca 1955, Moskwa | 46,0  |